# 迪達
内尔松·德热苏斯·席尔瓦（葡萄牙語：Nélson de Jesus Silva；1973年10月7日—），通常被称作迪达（葡萄牙語：Dida，發音：[ˈdʒidɐ]），前巴西国家足球队成員，司職門將，曾经以正選身份長期效力意甲俱樂部AC米蘭達10年之久，是球隊兩次捧起歐洲聯賽冠軍盃冠軍的功臣之一，2002年世界杯冠軍隊成員，巴西足球史上最佳守門員之一。現任AC米蘭隊守門員教練。
在國際足球歷史及統計協會（IFFHS）評選的二十一世紀(2001年-2012年)世界最佳門將中，他是21世紀南美最佳門將。

## 生涯
迪達於1992年展開自己的職業球員生涯，他首間加盟的球會是巴西的維多利亞，在球會的首年中，迪達未有在聯賽上上陣的機會，及後的一年，迪達在聯賽上上陣24場，當時他只不過是20歲，年紀輕輕的他在後來的一年得到欣賞，轉會至巴西甲組聯賽的大球會—高士路，在新球會的第一年就成為了正選球員，整季共上陣了23場的聯場。
在高士路這間球會中效力的第三年，迪達協助球會以3:2擊敗彭美拉斯，這個冠軍是迪達首個的職業錦標，翌年，迪達於南美自由盃以1:0戰勝秘魯的士砵亭水晶。1998年，是迪達於球會中的最後的一個球季，及後，迪達的表現得到了AC米蘭的應同，並成為了該意大利球會的一份子。
但迪達在這間球會的初年仕途並不順利，先後因為在歐聯中對列斯聯時出現了「低級犯錯」，令列斯聯與AC米蘭言和1:1，失去了取得3分的機會外，也失去了出線的資格，結果，迪達被外借至瑞士的盧根奴和巴西班霸哥連泰斯長達3年。在迪達於哥連泰斯的兩年多中，就先後贏得聯賽冠軍和世界冠軍球會盃，當中，迪達在世界冠軍球會盃中成功撲出一記十二碼，最終於互射點球中以4:3奪冠。
2000年至2001年的球季，迪達重返AC米蘭，但只曾於11月1日的一場聯賽上陣，當時的對手是帕尔玛。在這一場聯賽之後，迪達再沒有於聯賽上陣過，1年後又被外借至哥連泰斯，只上陣過8場的聯賽。
2002年至2003年的球季，迪達得到重生，意大利球會本來只是有意把迪達為正選門將艾比亞迪的副手，但不幸地，克里斯蒂安·阿比亚蒂於熱身賽中受傷，迪達臨危受命，取代艾比亞迪，成為球會的正選門將，有出人意表的表現。迪達於歐聯的決賽中撲出祖雲達斯的三記十二碼，成為了贏得歐聯冠軍的最大功臣之一。同年，迪達又助AC米蘭奪得意大利盃冠軍。取得雙冠軍的一季後，迪達在全季只失24的情況下令球會贏得第17次的聯賽冠軍。

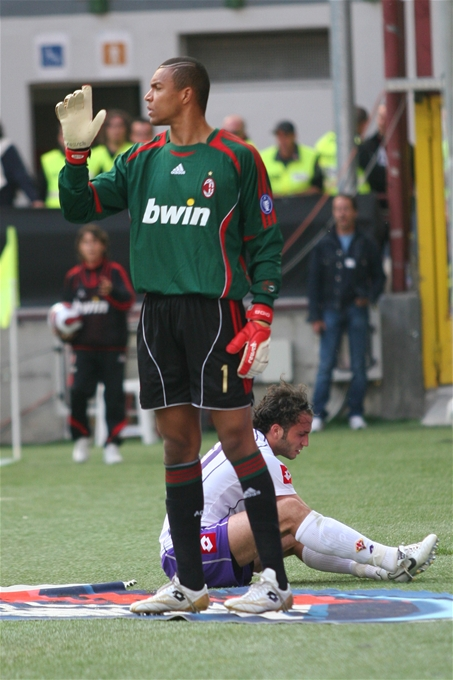
2007年迪達

2004年至2005年的球季中，迪達於聯賽中未能助球會蟬聯冠軍，又於歐聯不敵利物浦，只得到一個意大利超級盃。
在國家隊方面，迪達於1995年7月7日對厄瓜多爾時首次穿起巴西的戰衣正選上陣，1996年，迪達於奧運中取得男子足球項目的銅牌，翌年，迪達於國家隊中贏得了於沙烏地阿拉伯舉行的洲際國家杯冠軍。雖然如忘此，但迪達卻未能入選1998年世界杯決賽周的成員之一。
及後在1999年，迪達在美洲國家杯再度成為正選門將，並贏得冠軍，而在墨西哥的洲際國家杯中，巴西最終以3:4不敵主辦國。兩年後的洲際杯，巴西又再名落孫山。2002年世界杯決賽周，迪達成為了國家隊的二號門將。世界杯後，迪達在德國洲際杯中擊敗阿根廷，贏得冠軍；並以正選門將巴西出席2006年世界杯，該屆八強敗於法國後宣佈退出國家隊。
2006年至2007年的球季，迪達與AC米蘭於2007年歐洲聯賽冠軍盃決賽擊敗利物浦。2007年11月，他成為第一個兩次獲得世界冠軍球會盃冠軍的球員。
2009年至2010年的球季，斯托拉里受傷後，迪達再次成為AC米蘭的臨時門將。2010年5月15日，聯賽收官戰對陣祖雲達斯，第87分鐘，他被艾比亞迪象徵性換下，聖西路球場的60,000名球迷鼓掌歡送迪達。 2010年6月30日，他與米蘭的合同到期，成為自由球员。
在无法获得合同并继续在欧洲踢球的两年后，迪达回到了巴西，重新开始了他的职业生涯。

## 荣誉
高士路
- 美洲金盃：1995
- 巴西杯：1996
- 南美自由盃：1997
- 南美優勝者杯：1998

 哥連泰斯
- 巴西足球甲級聯賽冠軍：1999
- 聖保羅州足球甲級聯賽冠軍：1999
- 冠軍：2000
- 巴西杯：2002

 AC米兰
- 冠軍：2002-03，2006-07
- 歐洲超級杯冠軍：2003，2007
- 冠軍：2007
- 意甲聯賽冠軍：2003-04
- 意大利杯冠軍：2002-03
- 意大利超级杯冠軍：2004

 巴西國家隊
- 世界杯冠軍：2002
- U20世界盃足球賽冠軍：1993
- 1996年夏季奥林匹克运动会足球比赛：銅牌
- 美洲國家盃冠軍：1999
- 洲際國家盃冠軍：1997, 2005

个人：
- 國際職業足球員協會最佳門將：2005